# Tectaria kwarenkoensis
Tectaria kwarenkoensis là một loài thực vật có mạch trong họ Dryopteridaceae. Loài này được (Hayata) C. Chr. miêu tả khoa học đầu tiên năm 1934.